# Campionati europei di atletica leggera 2016 - Salto in lungo maschile
Il salto in lungo maschile ai Campionati europei di atletica leggera 2016 si è svolto tra il 6 e il 7 luglio 2016.

## Record
Prima di questa competizione, il record del mondo (RM), il record europeo (EU) ed il record dei campionati (RC) sono i seguenti:
| Record                | Prestazione | Atleta                          | Data                              | Competizione              |
| --------------------- | ----------- | ------------------------------- | --------------------------------- | ------------------------- |
| Record mondiale       | 8,95 m      | Mike Powell Stati Uniti         | 30 agosto 1991 Tokyo, Giappone    | Campionati del mondo 1991 |
| Record europeo        | 8,86 m      | Robert Ėmmijan Unione Sovietica | 22 maggio 1987 Tsaghkadzor, URSS  |                           |
| Record dei campionati | 8,47 m      | Christian Reif Germania         | 1º agosto 2010 Barcellona, Spagna | Campionati europei 2010   |

## Programma
| Data          | Ora   | Turno          |
| ------------- | ----- | -------------- |
| 6 luglio 2016 | 13:10 | Qualificazioni |
| 7 luglio 2016 | 18:20 | Finale         |

## Risultati

### Qualificazioni
Si qualificano alla finale gli atleti che saltano 8,00 m (Q) o le dodici migliori misure (q).
| Pos | Gruppo | Atleta                       | Nazionalità | 1ª prova | 2ª prova | 3ª prova | Risultato | Note |
| --- | ------ | ---------------------------- | ----------- | -------- | -------- | -------- | --------- | ---- |
| 1   | A      | Michel Tornéus               | Svezia      | x        | x        | 8,19 m   | 8,19 m    | Q    |
| 2   | A      | Radek Juška                  | Rep. Ceca   | 7,44 m   | 7,84 m   | 8,11 m   | 8,11 m    | Q    |
| 3   | A      | Fabian Heinle                | Germania    | 7,80 m   | 7,60 m   | 8,11 m   | 8,11 m    | Q    |
| 4   | B      | Kanstantsin Barycheuski      | Bielorussia | 7,91 m   | 7,74 m   | 8,08 m   | 8,08 m    | Q    |
| 5   | A      | Ignisious Gaisah             | Paesi Bassi | 7,81 m   | x        | 7,97 m   | 7,97 m    | q    |
| 6   | B      | Kristian Bäck                | Finlandia   | 7,36 m   | 7,96 m   | -        | 7,96 m    | q    |
| 7   | B      | Lazar Anik                   | Serbia      | 7,52 m   | 7,82 m   | 7,93 m   | 7,93 m    | q    |
| 8   | B      | Kafétien Gomis               | Francia     | 7,93 m   | -        | -        | 7,93 m    | q    |
| 8   | A      | Greg Rutherford              | Regno Unito | 7,93 m   | x        | x        | 7,93 m    | q    |
| 10  | A      | Izmir Smajlaj                | Albania     | 7,92 m   | 7,85 m   | 7,84 m   | 7,92 m    | q    |
| 11  | B      | Eusebio Cáceres              | Spagna      | 7,68 m   | x        | 7,91 m   | 7,91 m    | q    |
| 12  | A      | Lamont Marcell Jacobs        | Italia      | x        | 7,80 m   | 7,77 m   | 7,80 m    | q    |
| 13  | A      | Jean Marie Okutu             | Spagna      | 7,80 m   | 7,62 m   | 7,61 m   | 7,80 m    |      |
| 14  | A      | Henri Väyrynen               | Finlandia   | 7,78 m   | x        | x        | 7,78 m    |      |
| 15  | B      | Mihíl Mertzanídis-Despotéris | Grecia      | x        | 7,75 m   | 7,76 m   | 7,76 m    |      |
| 16  | B      | Benjamin Gföhler             | Svizzera    | 7,69 m   | x        | 7,72 m   | 7,72 m    |      |
| 17  | A      | Taras Neledva                | Ucraina     | 7,49 m   | 7,58 m   | 7,67 m   | 7,67 m    |      |
| 18  | B      | Alyn Camara                  | Germania    | 7,62 m   | 7,63 m   | 7,66 m   | 7,66 m    |      |
| 19  | A      | Denis Eradiri                | Bulgaria    | 7,57 m   | 7,63 m   | 7,64 m   | 7,64 m    |      |
| 20  | A      | Elvijs Misans                | Lettonia    | x        | x        | 7,61 m   | 7,61 m    |      |
| 21  | B      | Serhiy Nykyforov             | Ucraina     | 7,28 m   | 7,59 m   | 7,50 m   | 7,59 m    |      |
| 22  | B      | Viktor Kuznetsov             | Ucraina     | 7,55 m   | 7,51 m   | x        | 7,55 m    |      |
| 23  | B      | Yeóryios Tsákonas            | Grecia      | x        | 7,45 m   | 7,35 m   | 7,45 m    |      |
| 24  | A      | Nikólaos Kapsís              | Grecia      | 7,23 m   | x        | x        | 7,23 m    |      |
| -   | B      | Dan Bramble                  | Regno Unito |          |          |          | dns       |      |

### Finale
| Pos     | Atleta                  | Nazionalità | 1ª prova | 2ª prova | 3ª prova | 4ª prova | 5ª prova | 6ª prova | Risultato | Note                                     |
| ------- | ----------------------- | ----------- | -------- | -------- | -------- | -------- | -------- | -------- | --------- | ---------------------------------------- |
| Oro     | Greg Rutherford         | Regno Unito | 8,12 m   | x        | x        | 8,13 m   | 8,25 m   | 8,12 m   | 8,25 m    |                                          |
| Argento | Michel Tornéus          | Svezia      | 8,21 m   | 8,07 m   | 7,80 m   | 8,00 m   | x        | x        | 8,21 m    | Miglior prestazione personale stagionale |
| Bronzo  | Ignisious Gaisah        | Paesi Bassi | 7,58 m   | 7,59 m   | 7,82 m   | x        | 7,93 m   | 7,66 m   | 7,93 m    |                                          |
| 4       | Radek Juška             | Rep. Ceca   | 5,24 m   | 7,93 m   | x        | 7,71 m   | 7,67 m   | x        | 7,93 m    |                                          |
| 5       | Kristian Bäck           | Finlandia   | x        | 7,91 m   | 7,73 m   | 7,62 m   | x        | x        | 7,91 m    |                                          |
| 6       | Fabian Heinle           | Belgio      | x        | 7,87 m   | 7,72 m   | 7,78 m   | 7,71 m   | 7,86 m   | 7,87 m    |                                          |
| 7       | Kafétien Gomis          | Francia     | x        | x        | 7,76 m   | x        | x        | 7,84 m   | 7,84 m    |                                          |
| 8       | Kanstantsin Barycheuski | Bielorussia | 7,45 m   | 7,67 m   | 7,75 m   | 7,58 m   | 7,51 m   | 7,66 m   | 7,75 m    |                                          |
| 9       | Izmir Smajlaj           | Albania     | 7,75 m   | 7,46 m   | x        |          |          |          | 7,75 m    |                                          |
| 10      | Lazar Anic              | Serbia      | 7,63 m   | x        | 7,52 m   |          |          |          | 7,63 m    |                                          |
| 11      | Lamont Marcell Jacobs   | Italia      | 7,59 m   | 7,43 m   | 7,41 m   |          |          |          | 7,59 m    |                                          |
| -       | Eusebio Cáceres         | Spagna      | x        | x        | x        |          |          |          | nm        |                                          |